# Kanton Arbois
Kanton Arbois (francouzsky Canton d'Arbois) je francouzský kanton v departementu Jura v regionu Franche-Comté. Tvoří ho 14 obcí.

## Obce kantonu
- Abergement-le-Grand
- Arbois
- Les Arsures
- La Châtelaine
- La Ferté
- Mathenay
- Mesnay
- Molamboz
- Montigny-lès-Arsures
- Les Planches-près-Arbois
- Pupillin
- Saint-Cyr-Montmalin
- Vadans
- Villette-lès-Arbois